# Giro dell'Emilia 1914
Il Giro dell'Emilia 1914, sesta edizione della corsa, si svolse il 19 luglio 1914 su un percorso di 275 km. La vittoria fu appannaggio dell'italiano Ezio Corlaita, che completò il percorso in 9h22'00", precedendo i connazionali Costante Girardengo e Carlo Durando.
I corridori che tagliarono il traguardo di Bologna furono 16.

## Ordine d'arrivo (Top 10)
| Pos. | Corridore           | Squadra        | Tempo    |
| ---- | ------------------- | -------------- | -------- |
| 1    | Ezio Corlaita       | Ganna          | 9h22'00" |
| 2    | Costante Girardengo | Maino          | a 16'04" |
| 3    | Carlo Durando       | Maino          | s.t.     |
| 4    | Ugo Agostoni        | Bianchi        | s.t.     |
| 5    | Angelo Gremo        | Peugeot-Wolber | s.t.     |
| 6    | Lauro Bordin        | Bianchi        | a 16'44" |
| 7    | Giosuè Lombardi     | Maino          | a 21'57" |
| 8    | Giuseppe Azzini     | Bianchi        | a 25'29" |
| 9    | Giovanni Barzisia   | -              | s.t.     |
| 10   | Dario Beni          | Peugeot-Wolber | a 32'04" |